# Cremnops cubensis
Cremnops cubensis är en stekelart som först beskrevs av Cresson 1865.  Cremnops cubensis ingår i släktet Cremnops och familjen bracksteklar. Inga underarter finns listade i Catalogue of Life.